# Михайловка Перша
Миха́йловка Пе́рша (рос. Михайловка Первая) — село у складі Сорочинського міського округу Оренбурзької області, Росія.

## Населення
Населення — 327 осіб (2010; 421 у 2002).
Національний склад (станом на 2002 рік):
- росіяни — 95 %